# Vertigo parcedentata
Vertigo parcedentata е вид коремоного от семейство Vertiginidae. Видът е световно застрашен, със статут Уязвим.

## Разпространение
Разпространен е в Норвегия.